# Paul Păun
Paul Păun sau Paúl Yvenez (n. Paul Zaharia; la 5 septembrie 1915, București — d. 9 aprilie 1994, Haifa, Israel) a fost artist vizual și poet suprarealist român, fiind de asemenea doctor în medicină și specialist în chirurgie.

## Biografie
Debutează la revista Alge în 1930, cucerit fiind de Poemul invectivă al lui Geo Bogza. În 1933 e condamnat pentru pornografie în procesul intentat de Nicolae Iorga. După 1939 este prezent în Grupul suprarealist român, alături de Gellu Naum, Virgil Teodorescu, Gherasim Luca (care colaborase anterior cu Păun la Alge) și Dolfi Trost.
De asemenea a scris la revistele unu, Viața imediată, Meridian, Azi, Viața românească și Reporter și a expus desene în diverse galerii la Londra, Tel Aviv și Haifa. A brevetat așa-numitele „lovaje” și „desene infranegre” și a inventat „afumăturile” (sticle de lampă cu gaz afumate).
Suprarealistul Păun considera arta „o invazie pe tărâmul imaginarului,” precum și „o intervenție permanentă și himerică în misterul creației permanente.”

## Opere literare
Poezii
- Plămânul sălbatec, Tipografia Bucovina, București, 1939 (cu două guașe de Jules Perahim)
- Diamantul conduce mâinile, în colaborare cu Virgil Teodorescu și Dolfi Trost, București, 1940 (în exemplar unic)
- Marea palidă, Colecția suprarealistă, București, 1945
- La vie extérieure, 1948 (în exemplar unic)
- La rose parallèle, Haifa, 1975

Proză și eseu
- Critica mizeriei, în colaborare cu Gellu Naum și Virgil Teodorescu, Colecția suprarealistă, 1945
- Les esprits animaux (Spiritele animale), Colecția Infra-Noir, 1947
- La conspiration du silence (Conspirația tăcerii), Colecția Infra-Noir, 1947
- L’Infra-Noir (Infranegrul), în colaborare cu Gellu Naum, Gherasim Luca, Virgil Teodorescu și Dolfi Trost, Colecția suprarealistă, 1946
- Éloge de Malombra (Elogiul Malombrei), în colaborare cu Gellu Naum, Gherasim Luca, Virgil Teodorescu și Dolfi Trost, Colecția suprarealistă, 1947

## Legături externe
- en Drawings by Paul Păun in the exhibition From Dada to Surrealism: Jewish Avant-Garde Artists from Romania, 1910-1938
- fr  Drawings by Păun in Empreintes, republished by L'Usine